# Francis Anastasi
Francis Anastasi (Marsella, 23 de abril de 1933) fue un ciclista francés, que fue profesional entre 1953 y 1962.
En su palmarés destacan unas quince victorias, destacando la general de la Vuelta en el Marruecos de 1957.

## Palmarés
- 1953 
  - 1.º en el Treofeu Journal de Argel
- 1954
  - 1.º en el Gran Premio de Mónaco
  - 1.º en el Gran Premio de Niza
  - 1.º en el Gran Premio de Saint-Raphaël
- 1955
  - Vencedor de una etapa del Tour del Sudeste
- 1956
  - 1.º en el Gran Premio de Mónaco
- 1957 
  - 1.º en la Vuelta en el Marruecos
  - Vencedor de una etapa del Circuito de Cher
- 1959 
  - 1.º en el Gran Premio de Canes
  - 1.º en el Gran Premio de Saint-Raphaël
  - 1.º en el  Gran Premio de Vales-las-Bains
- 1960 
  - 1.º en el Tour de Var